# La Compañía, Oaxaca
La Compañía är en ort i Mexiko.   Den ligger i kommunen La Compañía och delstaten Oaxaca, i den sydöstra delen av landet, 400 km sydost om huvudstaden Mexico City. La Compañía ligger 1 373 meter över havet och antalet invånare är 667.
Terrängen runt La Compañía är varierad. Runt La Compañía är det ganska tätbefolkat, med 54 invånare per kvadratkilometer. Närmaste större samhälle är Ejutla de Crespo, 9,4 km öster om La Compañía. Omgivningarna runt La Compañía är en mosaik av jordbruksmark och naturlig växtlighet.